# 哈尔滨卷烟厂
哈尔滨卷烟厂，是位于哈尔滨的一家烟草生产企业。始建于1902年（清光绪二十八年），前身为波兰籍犹太人伊利奥·阿罗诺维奇·老巴夺（E·A·LOPATO）和其弟阿勃拉·阿罗诺维奇·老巴夺（A·A·LOPATO）创办的卷烟手工作坊，1952年收归国有，更名为“国营哈尔滨卷烟厂”。现隶属于黑龙江烟草工业有限责任公司。

## 历史
1898年，随着中东铁路的开通，大批俄国人迁入哈尔滨。1900年夏，波兰籍犹太人伊利奥·阿罗诺维奇·老巴夺（E·A·LOPATO）和其弟阿勃拉·阿罗诺维奇·老巴夺（A·A·LOPATO）来到哈尔滨经商。因发现哈尔滨的外籍员工有吸食木斯斗克（俗称烟斗）及大白杆烟的嗜好，而当地种植的土烟很不适合他们的口味，老巴夺兄弟便开始从俄国长途贩运烟丝和大白杆烟。1902年，老巴夺兄弟在哈尔滨马迭尔饭店附近的埠头区马街（现道里区东风街）买了一幢门市房，购置了俄式手摇制纸嘴烟机和普通制烟机各一台，开办了一个制烟手工作坊。1904年5月，老巴夺兄弟在埠头区西十三道街16号玉顺成大院开办手工制造俄式纸嘴烟的小工厂，取名“葛万那烟庄”。1909年，改称“老巴夺父子烟草公司”。
1914年，老巴夺兄弟与英美烟公司达成合资协议，更名“英商老巴夺父子烟草有限公司”，成为英美烟公司的附属公司。1920年，在南岗区山街（现一曼街65号）兴建新厂房，1922年投产使用。自合资起，经营实权全部落在英美烟草公司，1930年老巴夺兄弟携巨额利润去了法国，只留伊利奥·阿罗诺维奇·老巴夺的儿子米哈伊勒·老巴夺（M·E·老巴夺）在哈尔滨继承父业，分管老巴夺制烟厂。
哈尔滨被日本军侵占后，英商老巴夺父子烟草公司逐渐被日本人所霸占，改称“满洲烟草株式会社”，经营人员全部由日本人担任。1945年，日本无条件投降，老巴夺的儿子M·E·老巴夺回到烟厂当上总办，恢复老巴夺父子烟草公司名称。
1952年4月，哈尔滨市政府将老巴夺父子烟草公司有偿收为国有，定名为“国营哈尔滨制烟厂”。1953年，哈尔滨制烟厂更名为“国营哈尔滨卷烟厂”。

## 保护建筑
位于南岗区一曼街的哈尔滨卷烟厂老厂房是哈尔滨一类历史建筑。
位于南岗区东大直街178号的原哈尔滨卷烟厂招待所是哈尔滨二类历史建筑，现为浦发银行汇宾支行。

## 关于老巴夺
一般认为老巴夺家族是犹太人，但也有人认为其是卡拉伊姆人。